# Georg Türke (Politiker)
Georg Türke (auch: Georgius oder Georg, der Jüngere und Turken, Türk, Türke, Türken oder Türck, Türcke, Türcken und Variationen dieser Vor- und Zunamen; * August 1593; † 24. März 1678 in Hannover) war ein deutscher Jurist und Bürgermeister der Stadt Hannover sowie Respondent in Rostock an der dortigen Universität.

## Leben
Georg Türcke der Jüngere entstammte der hannoverschen Kaufmannsfamilie Türke, die sich seit dem Mittelalter ab dem Jahr 1300 in Hannover nachweisen lässt, im Lauf der Jahrhunderte mehrere Mitglieder im Stadtrat stellte und nach der die 1861 in der Nordstadt angelegte Türkstraße benannt wurde.
Türke stand verwandtschaftlich oder beruflich mit drei anderen, juristisch ausgebildeten und mit einem Doktortitel ausgezeichneten Bürgermeistern der Altstadt Hannovers in Beziehung. Henning Lüdeke (1594–1663), Georg Türke, David Amsing (1617–1684) und Conrad Julius Hagemann (1637–1684); alle vier waren Juristen und nicht mehr – wie ihre Vorgänger im Mittelalter – Fernkaufleute; von allen vieren konnte der Lebenslauf insbesondere durch überlieferte Leichenpredigten erschlossen werden. Sie saßen teilweise zeitgleich im Stadtrat, obwohl nahe Verwandte eigentlich nicht gemeinsam im Rat sitzen sollten.
Zum Sommersemester 1614 um Ostern vom 30. März 1614 bis Michaelis am 29. September des Jahres schrieb sich der „Hannoueranus“ Georgius Turckenius an der Universität Rostock mit der Matrikel-Nummer 64 ein, seine lange Studienzeit verbrachte er jedoch auch an anderen Universitäten.
Mitten im Dreißigjährigen Krieg heiratete Türke um 1622 Anna, die ältere Schwester von Elisabeth von Anderten. Ebenfalls ab 1622 und bis 1624 errichtete der Ratsmaurermeister Joachim Pape für Georg Türcke und seinen Schwiegervater Ludolf von Anderten den Ursprungsbau des (später so genannten) Hauses der Väter an der Leinstraße nahe der Mühlenstraße.
Durch Türkes Hochzeit war Türke nun Schwager von Henning Lüdeke und während dessen gesamter Amtszeit erst ebenfalls Ratsherr und Syndikus der Stadt Hannover und dann fünf Jahre lang sein Bürgermeisterkollege. In dem durch die Welfen unterdessen zur Residenzstadt erhobenen Ort trat Georg Türke 1654 in der Nachfolge von Jakob Bünting dann sein bis in sein Todesjahr 1678 andauerndes Amt als hannoverscher Bürgermeister an. In dieser Zeit arbeitete er zeitweilig mit dem ebenfalls zum hannoverschen Bürgermeister gewählten Henning Lüdeke zusammen, in dessen Hause er 1656 im Auftrag des Dichters Johann Rist und im Beisein zahlreicher Honoratioren diversen Geschlechts dem dichtenden Schreib- und Rechenmeister Johann Hemeling mit dem Lorbeerkranz bekrönte.
Nachdem der Stadtsyndikus David Amsing 1663 die Nachfolge des verstorbenen Bürgermeisters Lüdeke angetreten hatte, führte Türke die Amtsgeschäfte parallel zu Amsing.
Rund zwei Wochen nach seinem Tod wurde Georg Türke am 5. April 1678 in der Aegidienkirche beigesetzt.
Noch im Todesjahr Türkes folgte ihm 1678 der ebenfalls mit einem Doktortitel ausgezeichnete Conrad Julius Hagemann im Amt des Bürgermeisters.

## Zeitgleiche Namensvettern
Der Bürgermeister Georg Türke stand zeitweilig in seinem Leben mit folgenden gleichnamigen Personen und ähnlichen Schreibweisen-Abweichungen in Beziehung:
- Georg Türcke der Ältere (1568–1635), Jurist, Student in Köln und Basel und Ratsverwandter in Hannover[12][Anm. 1]
- Georg Türke (1612–1626), Sohn des Hannoveraner Patriziers und Bürgers Hans Türcke[13]